# Борзино
Борзино — деревня в Гусь-Хрустальном районе Владимирской области России, входит в состав муниципального образования «Посёлок Золотково».

## География
Деревня расположена на берегу реки Колпь в 19 км на северо-запад от центра поселения посёлка Золотково и в 18 км на восток от Гусь-Хрустального.

## История
Церковь в селе Борзине существовала уже в начале XVII столетия. В патриарших окладных книгах под 1628 годом отмечено, что в вотчине Матвея Власьева в селе Борзине церковь святой великомученицы Варвары. С 1656 года церковь в Борзине Рождества Пресвятой Богородицы. В 1817 году церковь была упразднена и Борзино приписано к Селимовскому приходу.
В конце XIX — начале XX века деревня входила в состав Заколпской волости Меленковского уезда, с 1926 года — в составе Гусевского уезда. В 1859 году в деревне числилось 28 дворов, в 1905 году — 50 дворов, в 1926 году — 78 дворов.
С 1929 года деревня являлась центром Борзинского сельсовета Гусь-Хрустального района, с 1959 года — в составе Нармочевского сельсовета, с 1971 года — в составе Лесниковского сельсовета, с 2005 года — в составе муниципального образования «Посёлок Золотково».

## Население
| 1859 | 1905 | 1926 | 2002 | 2010 | 2021 |
| ---- | ---- | ---- | ---- | ---- | ---- |
| 184  | ↗336 | ↗369 | ↘9   | ↗19  | ↘13  |